# Krupac
Krupac es una población rural de la municipalidad de Ilidža, en Bosnia y Herzegovina.

## Demografía
Hasta 2013 la población era de 13 habitantes.